# سینمای تاجیکستان
نخستین فیلم‌های سینمای تاجیکستان در آغاز دههٔ ۱۹۳۰ میلادی ساخته شدند، برای نمونه وقتی امیران می‌میرند با کارگردانی لیدیا پچنورینا در سال ۱۹۳۲ میلادی کارگردانی شد. ولی نخستین گروه برجستهٔ فیلم‌ها متعلق به بوریس کیمیاگرف است که برخی از آنها عبارت اند از: داخونده (۱۹۵۶)، رستم و سهراب (۱۹۷۱) – بر پایهٔ شاهنامهٔ فردوسی - و آدم پوستش را عوض می‌کند در سال ۱۹۷۸ یک سال پیش از مرگ کارگردان. در میان کارگردانان همان نسل به نام‌های ولادیمیر موتیل با بچه‌های پامیر (۱۹۶۳)، مقدس محمودف، طاهر صابرف با افسانهٔ عشق (۱۹۶۳) و انور تورایف و سووَت حمیدف بر می‌خوریم.
در سال ۲۰۰۶ میلادی، فیلم تاجیکی بهشت فقط برای مردگان در پنجاه و نهمین جشنوارهٔ فیلم کن نمایش داده شد. کارگردان آن، جمشید عثمانف برای کارهایش، پرواز زنبور (که همراه مین بیونگ-هون ساخته شده بود) و به ویژه فرشتهٔ کتف راست که در کن ۲۰۰۲ برگزیده شد پیش از آن شناخته شده بود.